# 모하맛 낫시르
모하맛 낫시르(인도네시아어: Mohammad Natsir, 1908년 7월 17일~1993년 2월 6일)는 인도네시아의 정치인, 이슬람학자로 인도네시아의 제5대 총리를 지냈다.
서수마트라주 솔록에서 태어났으나 고등 교육을 위해 반둥으로 이주했으며 그 곳에서 이슬람 교리에 대해 공부했다. 1929년에 이슬람교에 대한 자신의 첫 논문을 발표했으며 1930년대에 이슬람교를 주제로 한 여러 연구를 발표했다.한편  1930년대 중반에 정계에 입문하여 여러 이슬람주의 정당의 지도부에 올랐으며 1950년에는 총리로 선출되어 이듬해 4월까지 재임했다. 총리 임기를 마친 후 인도네시아 공화국 혁명정부에 가담하여 이슬람주의 운동에 투신했으며 1962년에 수카르노 정권에게 체포되어 복역했다. 수하르토의 신질서 정권이 성립된 후인 1966년에 석방되었으나 계속 정부에 비판적인 자세를 취했기 때문에 출국이 금지되기도 했다. 이후 이슬람에 대한 저술 활동에 힘쓰다가 1993년에 사망했다.